# Crețeni
Creţeni é uma comuna romena localizada no distrito de Vâlcea, na região de Oltênia. A comuna possui uma área de 29.86 km² e sua população era de 2489 habitantes segundo o censo de 2007.